# Battaglia di Marston Moor
La battaglia di Marston Moor fu combattuta il 2 luglio 1644, durante la prima guerra civile inglese. Le forze congiunte dei parlamentari inglesi sotto il comando di Lord Fairfax e del conte di Manchester e dei covenanti scozzesi guidati dal conte di Leven sconfissero i realisti comandati dal principe Rupert e dal marchese di Newcastle.
Nell'estate del 1644, i covenanti e i parlamentari avevano posto l'assedio a York, difesa dal marchese di Newcastle. Il principe Rupert radunò un esercito che marciò attraverso il nordovest dell'Inghilterra, raccogliendo rinforzi e nuove reclute lungo la strada, e attraverso i Pennini per liberare la città. La convergenza di queste forze rese la battaglia che ne seguì la più grande della guerra civile.
Giunto nei pressi di York, il 2 luglio, Rupert, pur trovandosi in inferiorità numerica, cercò battaglia con covenanti e parlamentari. Fu dissuaso dall'attaccare immediatamente e nel corso della giornata entrambe le parti radunarono le loro forze presso Marston Moor, una distesa di campi selvatici a ovest di York. Verso sera covenanti e parlamentari lanciarono un attacco a sorpresa. Dopo una confusa lotta durata due ore, la cavalleria parlamentare al comando di Oliver Cromwell mise in rotta la cavalleria realista e la fanteria di Leven annientò la rimanente fanteria realista.
Dopo la sconfitta, i realisti abbandonarono l'Inghilterra settentrionale, perdendo gran parte delle contee settentrionali dell'Inghilterra (che avevano forti simpatie realiste) e l'accesso al continente europeo attraverso i porti affacciati sul Mare del Nord. Nonostante le vittorie conseguite più tardi quello stesso anno nel sud dell'Inghilterra, la perdita del nord si rivelò fatale l'anno successivo, quando i realisti tentarono senza successo di congiungersi con i realisti scozzesi comandati dal marchese di Montrose.